# Битолски санджак
Битолският санджак (на турски: Sancak-i/Liva-i Monastir (Bitola)) е санджак в Битолския вилает на Османската империя, обхващащ околностите на град Битоля.

## История
Между 1880 – 1908 година Битолският санджак включва каазите Битоля, Лерин, Кичево, Прилеп и Охрид, както и мюдюрлуците Преспа, Ресен, Екши Су и Мариово.
В 1897 година според руския консул в Битоля Александър Ростковски общото население на Битолския санджак е 308 996 души, от които: славяни екзархисти 151 863, славяни патриаршисти 51 749, славяни мюсюлмани 8251, албанци мюсюлмани 45 259, албанци християни 723, власи (аромъни) 22 681, турци и османци 24 923 и евреи 4270 души.